# Eliminació de gasos d'efecte hivernacle

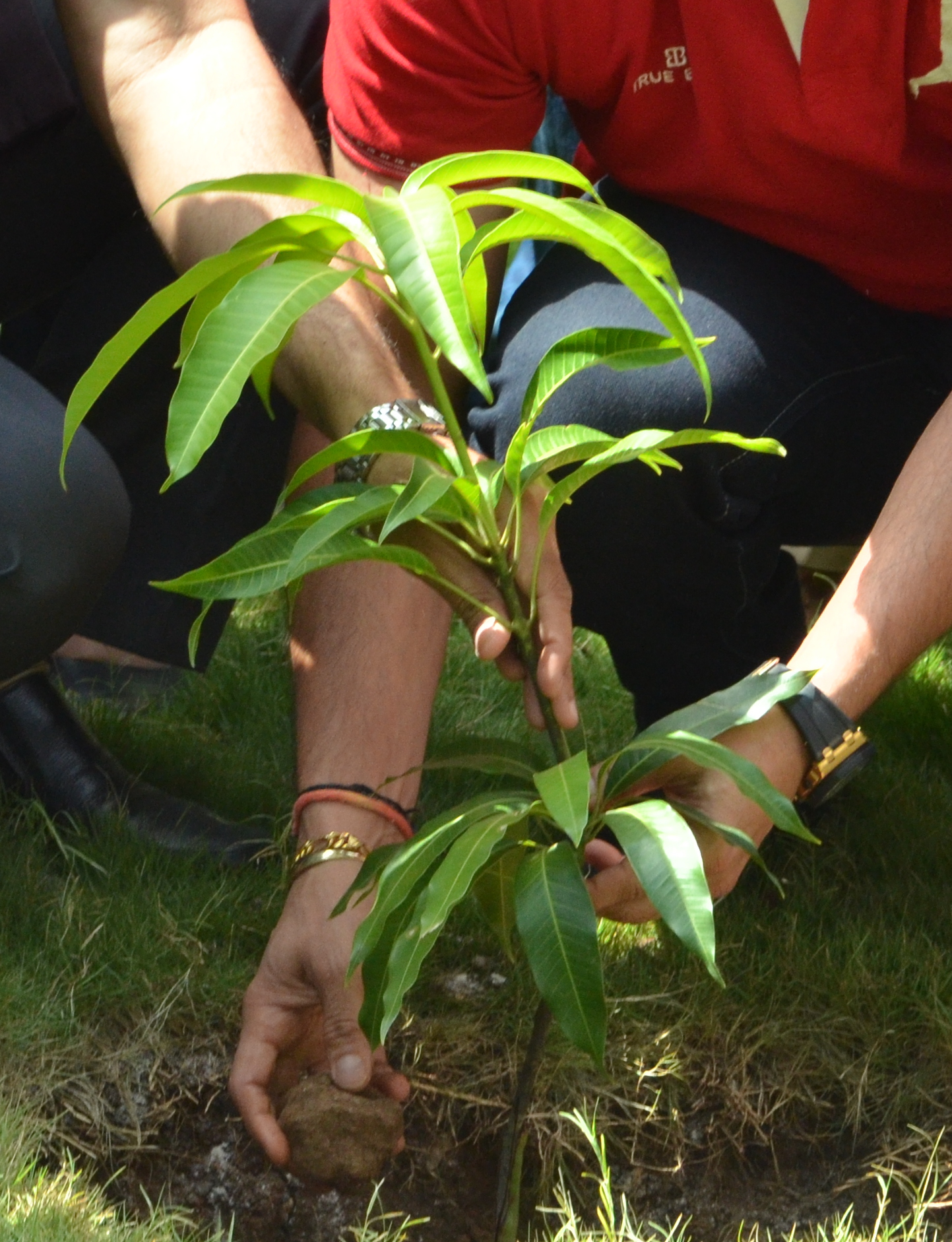
Plantar arbres és una manera basada en la natura d'eliminar temporalment el diòxid de carboni de l'atmosfera.

L'eliminació de diòxid de carboni (CDR), també coneguda com a eliminació de carboni, eliminació de gasos d'efecte hivernacle (GGR) o emissions negatives, és un procés en el qual el diòxid de carboni (CO2) s'elimina de l'atmosfera per activitats humanes deliberades i s'emmagatzema de manera duradora en llocs geològics, embassaments terrestres, oceànics o en productes. :2221
En el context dels objectius d'emissions netes de gasos d'efecte hivernacle zero, el CDR s'integra cada cop més a la política climàtica, com a element de les estratègies de mitigació del canvi climàtic. Aconseguir zero emissions netes requerirà tant retallades profundes d'emissions com l'ús de CDR. El CDR pot contrarestar les emissions que són tècnicament difícils d'eliminar, com algunes emissions agrícoles i industrials.: 114 
Els mètodes de CDR inclouen la forestació, la reforestació, les pràctiques agrícoles que segresten carboni als sòls (cultiu de carboni), la restauració d'aiguamolls i el carboni blau, la bioenergia amb captura i emmagatzematge de carboni (BECCS), la fertilització oceànica, la millora de l'alcalinitat de l'oceà i la captura directa d'aire quan combinat amb emmagatzematge, :115 Per avaluar si un procés concret aconsegueix emissions negatives, s'ha de realitzar una anàlisi integral del cicle de vida del procés.

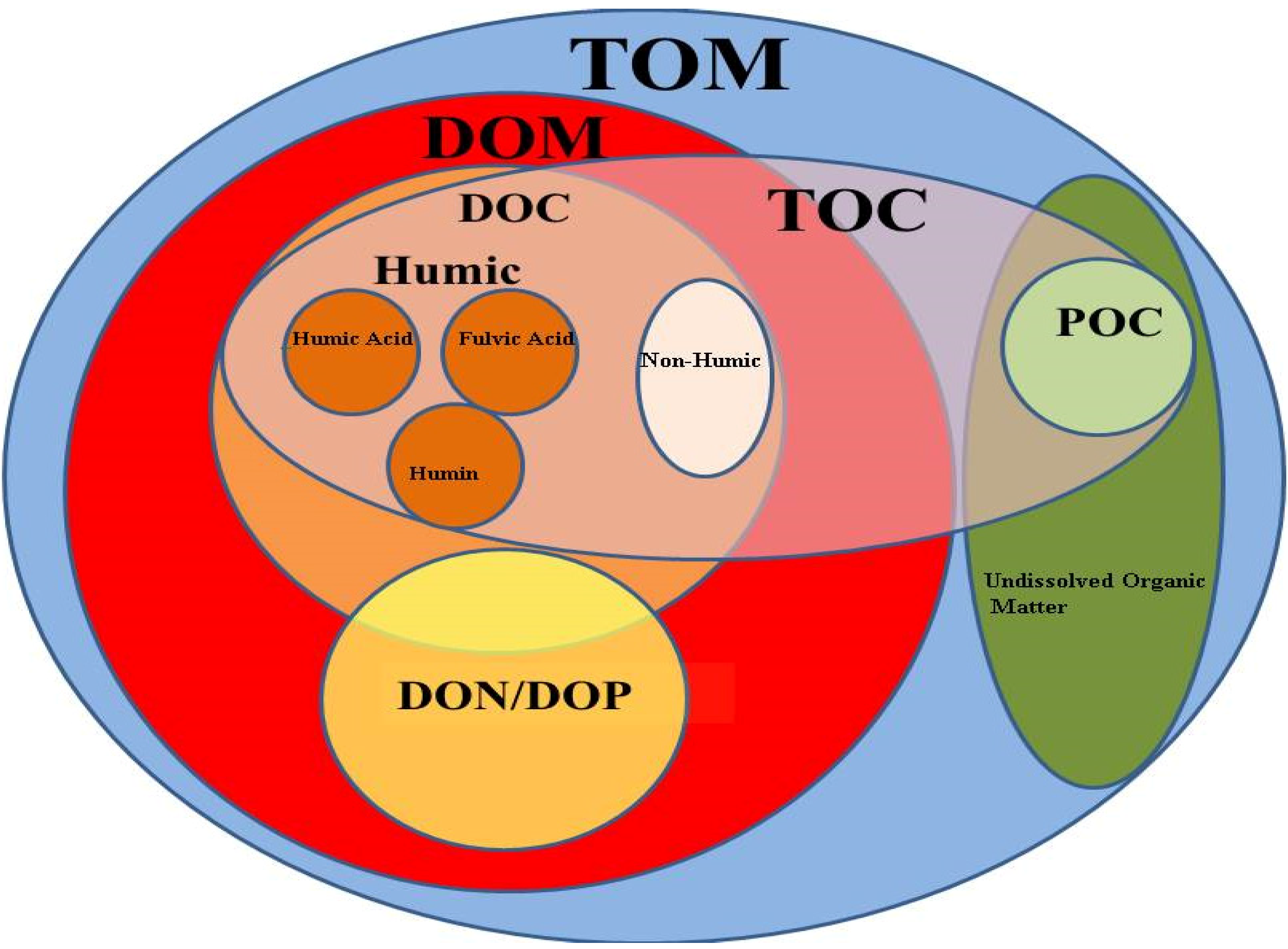
Representació de Venn simplificada de les diverses formes de matèria orgànica que es troben a les aigües naturals. La matèria orgànica total (TOM), el carboni orgànic total (TOC), la matèria orgànica dissolta (DOM), el carboni orgànic dissolt (DOC), el carboni orgànic en partícules (POC), el nitrogen orgànic dissolt (DON) i el fòsfor orgànic dissolt (DOP) són representat. El DOC es pot desglossar encara més en el seu material húmic (àcid húmic, àcid fúlvic i humin) i no húmic, mentre que els nous mètodes analítics continuen revelant més detalls a nivell molecular.

A partir del 2023, s'estima que el CDR eliminarà unes 2 gigatones de CO2 a l'any, que equival al 4% dels gasos d'efecte hivernacle emesos anualment per les activitats humanes.: 8 Hi ha potencial per eliminar i segrestar fins a 10 gigatones de diòxid de carboni a l'any mitjançant els mètodes CDR existents que es poden desplegar de manera segura i econòmica ara.